# Shenton Thomas

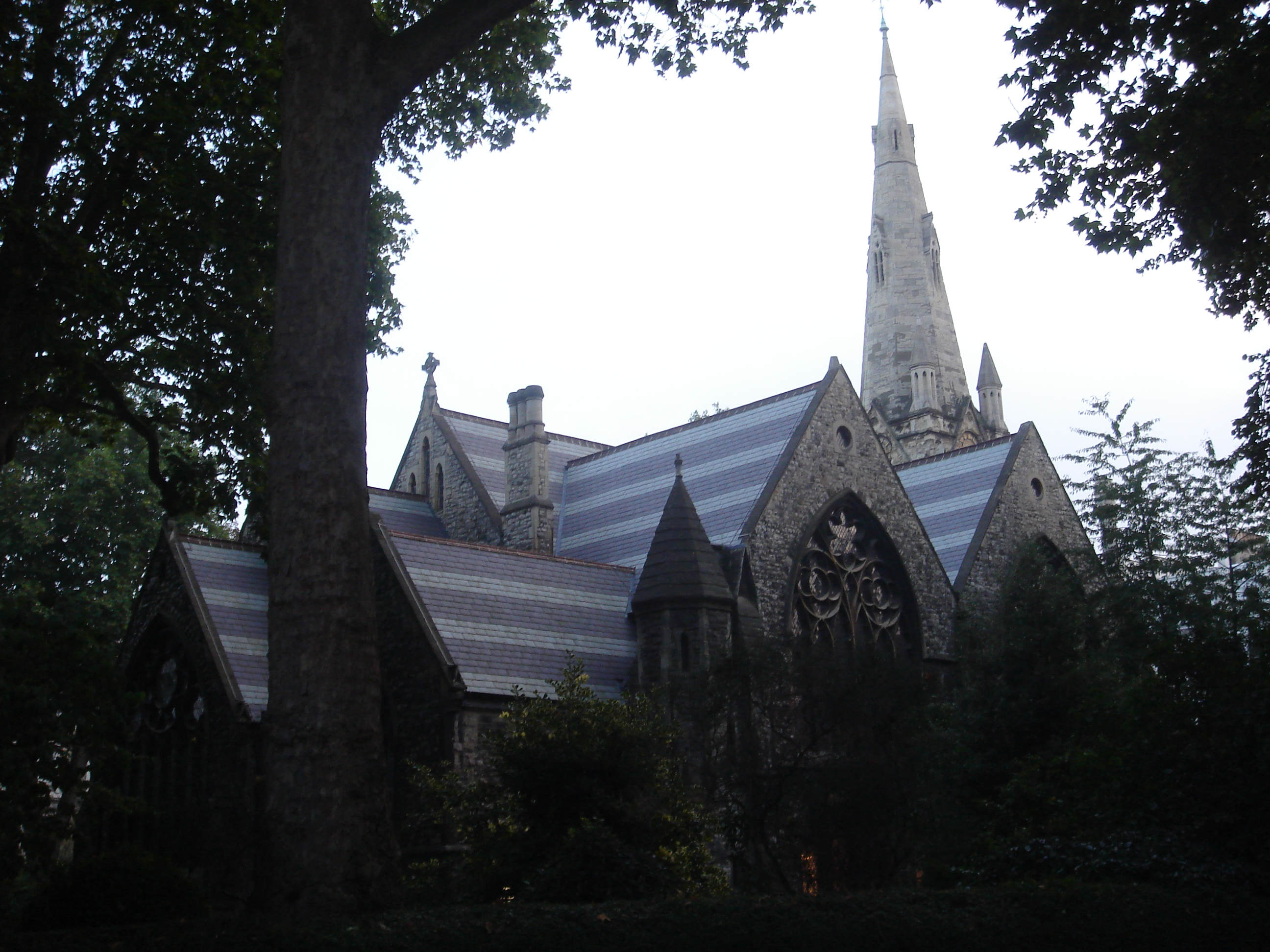
Iglesia de San Judas, Kensington, Londres, donde Thomas se casó en 1912

Thomas Shenton Whitelegge Thomas GCMG GCStJ (10 de octubre de 1879-15 de enero de 1962) generalmente conocido como Shenton Thomas, fue el último gobernador de las Colonias del Estrecho. Gobernó de 1934 hasta 1942, durante el periodo de la Segunda Guerra Mundial, y otra vez desde septiembre de 1945 hasta abril de 1946, cuándo las Colonias del estrecho fueron disueltas.

## Vida

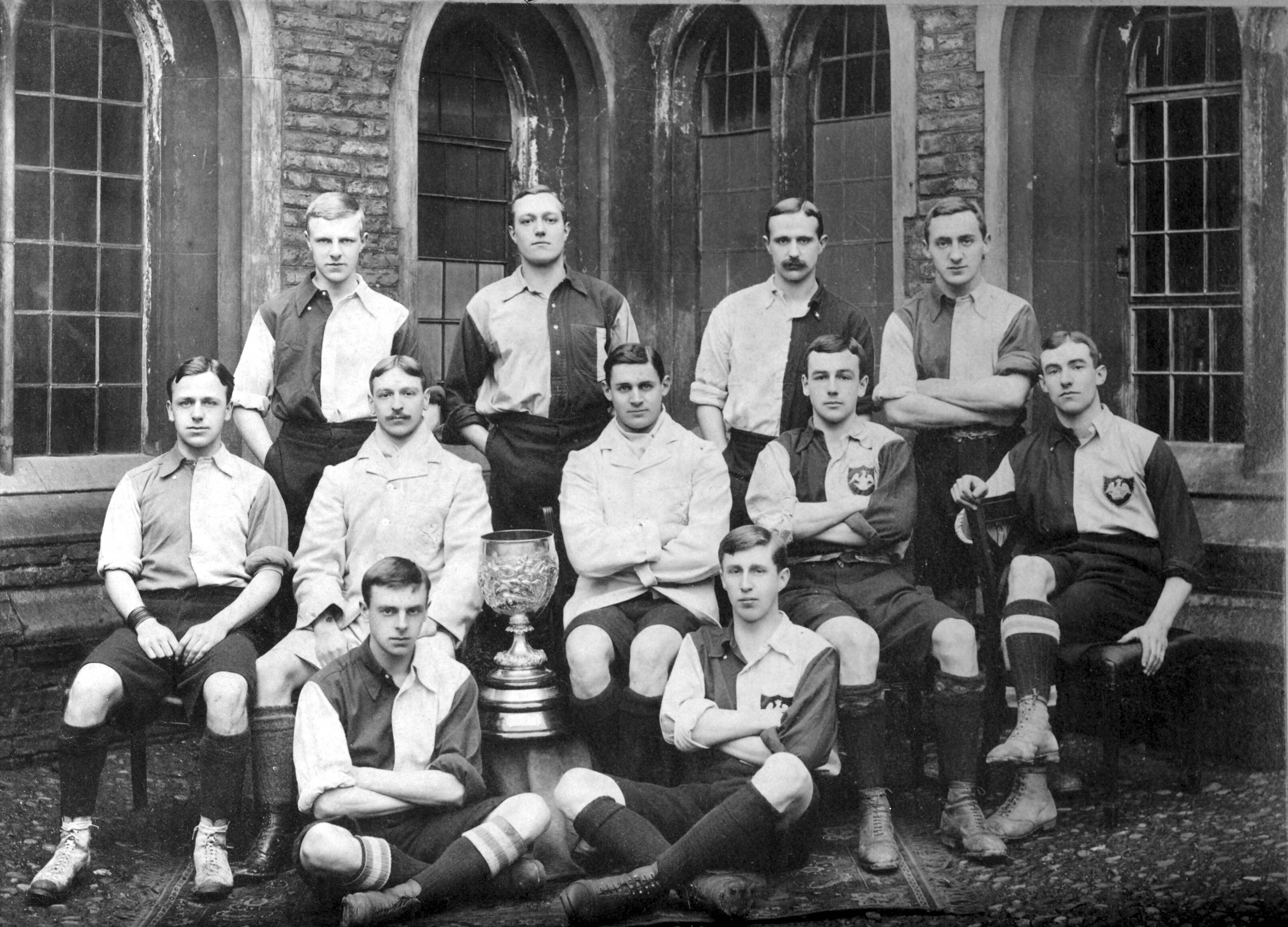
Equipo de fútbol del Queens' College, Cambridge 1900-1901, incluyendo a Shenton Thomas (segundo de fila derecha, en medio), Charles Tate Regan y Samuel Day.

Nació el 10 de octubre de 1879, en Southwark, Londres, hijo del reverendo Thomas William Thomas y su esposa Charlotte Susanna (Susie) née Whitelegge. Fue educado en la Escuela San Juan Leatherhead y Queens' College, Cambridge. Enseñó en la Aysgarth School en Yorkshire, antes de ingresar al Servicio Colonial. Antes de que viajará a Malaya como el administrador colonial, Thomas era el gobernador de Nyasalandia de 1929 a 1932. Fue nombrado Caballero de la Gran cruz de la más distinguida orden de San Miguel y San Jorge (GCMG) en 1930.
Thomas fue prisionero de guerra durante la ocupación japonesa de Singapur (15 de febrero de 1942 - 15 de agosto de 1945) decidiendo tener que quedarse en Singapur durante la guerra.  Fue encarcelado en la Célula 24 de la Prisión Changi junto con Ernest Tipson. Thomas estableció el parque Rey Jorge V en Malasia británica (más tarde rebautizada como parque nacional de Malasia). Hoy, Shenton Way, localizado en el distrito empresarial de Singapur, fue nombrado póstumamente. Después de la guerra, Thomas quedó como el 11.º Alto comisario británico en Malasia (9 de noviembre de 1934 - 1 de abril de 1946), hasta que la Unión malaya fue establecida y sucedió la administración británica en el Colonias del Estrecho (excepto Singapur, el cual fue creado como una colonia separada ), los Estados federales malayos y los Estados no federados malayos, donde el cargo de Gobernador-General de la Unión malaya fue creada.
Thomas falleció el 15 de enero de 1962 a los 82 años, en su casa en Londres.

## Familia
Se casó con Lucy Marguerite (Daisy) Montgomery (1884-1978) hija de James Montgomery el 11 de abril de 1912 en la Iglesia de San Judas, Kensington, Londres, con el tema: Fueron padres de Mary Bridget Thomas (1914 - 1998), nacido en Nairobi, Kenia, quién se casó 1.º Lt-Col Jack Leslie Harry Lotinga y se casó 2.º en 1965 Nicholas Eliot, 9.º Conde de St alemanes.

## En la cultura popular
Wallas Eaton retrató a Shenton Thomas en la serie de drama australiano, Tanamera – León de Singapur.

## Legado
Shenton Way, una importante carretera en el distrito empresarial central de Singapur, fue nombrado en su honor póstumamente.